# Zacht lood
Zacht lood of korrellood zijn loodkorrels in zakjes van verschillend gewicht voor een draaggordel die gebruikt wordt bij het duiken. Zacht lood is door zijn constructie snel aan te passen in alle omstandigheden, geschikt voor zout of zoet water of bijvoorbeeld bij een technische duik.